# Crepidospermum goudotianum
Crepidospermum goudotianum är en tvåhjärtbladig växtart som först beskrevs av Louis René Tulasne, och fick sitt nu gällande namn av Triana & Planch.. Crepidospermum goudotianum ingår i släktet Crepidospermum och familjen Burseraceae. Inga underarter finns listade i Catalogue of Life.